# Валериус, Сарра Самуиловна
Сарра Самуиловна Валериус (урождённая Майзель; 1905—1986) — советский искусствовед и критик, инженер. Заслуженный деятель искусств РСФСР (1982).

## Биография
Родилась в 1905 году.
Член КПСС. С 1957 года возглавляла Секцию критики и искусствознания Московского Союза художников. Была секретарём правления Московского Союза художников и председателем комиссии по синтезу искусств и архитектуры.
Была инженером проекта монумента воину-освободителю в берлинском в Трептов-парке (1949). Автор ряда публикаций, в том числе монографий по проблемам современной скульптуры и живописи.
Умерла в феврале 1986 года. Похоронена на Кунцевском кладбище (участок 10).

## Семья
- Первый муж — Константин Дмитриевич Валериус, хозяйственный деятель; расстрелян.
  - Сын — Игорь Евгеньевич Светлов, историк искусств.
    - Внучка — Ксения Светлова, тележурналистка, политический деятель.
- Второй муж — Евгений Викторович Вучетич, скульптор-монументалист.
  - Сын — Василий Евгеньевич Валериус (3 марта 1943 — 17 апреля 2024), художник-график, сценограф, преподаватель. Внучки — Анастасия Вучетич (род. 1967), дизайнер, и Татьяна Валериус-Балахонцева (род. 1973), художник-дизайнер.

## Монографии
- Проблемы современной советской скульптуры. М.: Искусство, 1961. — 222 с.
- Выставка «Советская Россия». Составитель С. С. Валериус. Л.: Художник РСФСР, 1961. — 180 с.
- Скульптор Владимир Ефимович Цигаль. М.: Художник РСФСР, 1963. — 107 с.
- Советская скульптура, 1917—1967. М.: Знание, 1967. — 69 с.
- Скульптура нового мира. М.: Изобразительное искусство, 1970. — 379 с.
- Прогрессивная скульптура XX века: проблемы и тенденции. М.: Изобразительное искусство, 1973. — 419 с.
- Советская скульптура наших дней: 1960—1970 / Составитель и ответственный редактор С. С. Валериус. М.: Советский художник, 1973. — 391 с.
- Скульптор Владимир Цигаль: Альбом / Вступительная статья С. Валериус. М.: Советский художник, 1976. — 102 с.
- Монументальная живопись: современные проблемы. М.: Искусство, 1979. — 87 с.

## Публикации
- Вучетич Е., Валериус С., Белопольский Я. Памятник героям-воинам // Искусство. — 1949. — № 5. — стр. 34—36.